# Alexander McDowell

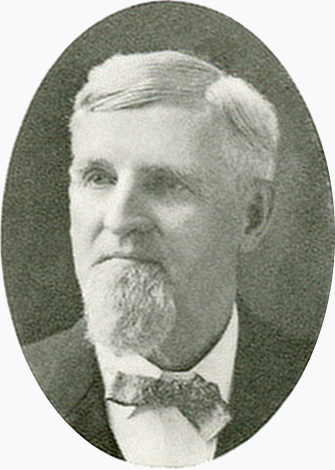
Alexander McDowell (1895)

Alexander McDowell (* 4. März 1845 in Franklin, Venango County, Pennsylvania; † 30. September 1913 in Sharon, Pennsylvania) war ein US-amerikanischer Politiker. Zwischen 1893 und 1895 vertrat er den Bundesstaat Pennsylvania im US-Repräsentantenhaus.

## Werdegang
Alexander McDowell besuchte die öffentlichen Schulen seiner Heimat und absolvierte danach eine Lehre im Druckerhandwerk. Er studierte Jura, ohne jedoch jemals als Jurist zu arbeiten. Trotz seiner Jugend diente er während des Bürgerkrieges im Heer der Union, in dem er es bis zum Brevet-Major brachte. Danach gab er bis 1870 die Zeitung Venango Citizen heraus. Anschließend zog er nach Sharon im Mercer County, wo er im Bankgewerbe arbeitete. Zwischen 1880 und 1913 war er Kämmerer und Vorsitzender des dortigen Schulausschusses. Von 1880 bis 1909 fungierte er dort auch als Stadtkämmerer.
Politisch war McDowell Mitglied der Republikanischen Partei. Bei den Kongresswahlen des Jahres 1892 wurde er im damals neu eingerichteten staatsweiten 29. Wahlbezirk von Pennsylvania in das US-Repräsentantenhaus in Washington, D.C. gewählt, wo er am 4. März 1893 sein neues Mandat antrat. Da er im Jahr 1894 auf eine weitere Kandidatur verzichtete, konnte er bis zum 3. März 1895 nur eine Legislaturperiode im Kongress absolvieren.
Zwischen dem 4. März 1895 und dem 3. März 1911 bekleidete McDowell das Amt des Clerk im US-Repräsentantenhaus. In den Jahren 1900, 1904 und 1908 nahm er als Delegierter an den jeweiligen Republican National Conventions teil, auf denen William McKinley, Theodore Roosevelt und schließlich William Howard Taft als Präsidentschaftskandidaten nominiert wurden. Nach dem Ende seiner Zeit als Clerk arbeitete er wieder im Bankgewerbe. Alexander McDowell starb am 30. September 1913 in Sharon, wo er auch beigesetzt wurde.